# Ingrid Fetter Pruneda
Ingrid Fetter Pruneda es una bióloga y científica mexicana enfocada en el estudio de las bases neurobiológicas de las conductas sociales complejas. Es investigadora en el departamento de Biología Celular y Fisiología del Instituto de Investigaciones Biomédicas de la Universidad Nacional Autónoma de México (UNAM).

## Trayectoria
Estudió la licenciatura en Biología en la Facultad de Ciencias de la UNAM donde caracterizó el papel del gen trithorax tonalli (tna) en etapas tardías del desarrollo en Drosophila melanogaster. Posteriormente obtuvo el grado de Doctora en Ciencias en el Programa de Posgrado en Ciencias Biológicas de la UNAM investigando la reorganización del genoma en la corteza cerebral de ratas privadas de estímulos visuales. Realizó una estancia postdoctoral en The Rockefeller University donde estudió el papel de neurohormonas en la determinación de la conducta prosocial en hormigas.

## Investigación
Sus principales líneas de investigación se centran en: 
- El papel de los neuromoduladores y las neurohormonas en las conductas sociales en hormigas.[1]
- Los mecanismos moleculares que subyacen el envejicimiento y la longevidad, y su relación con la fertilidad en hembras.[1][5]
- Los mecanismos moleculares involucrados en la plasticidad fenotípicas y el desarrollo de castas en hormigas.[1][6]

## Premios y distinciones
- Beca otorgada por el Fulbright U.S. Student Program para estudios postdoctorales.[5]
- Donativo de investigación otorgado por el Global Consortium for Reproductive Longevity and Equality del Buck Institute for Research on Aging.[7]